# Get Up!
Get Up! (engl. für: „Steh auf!“) ist ein Lied der amerikanischen Nu-Metal-Band Korn gemeinsam mit dem Dubstep-Produzenten Skrillex. Es wurde als die erste Single aus The Path of Totality am 6. Mai 2011 veröffentlicht. Es wurde erstmals beim Coachella Valley Music and Arts Festival gespielt. Seit der Veröffentlichung wurde es in den USA über 200.000 Mal heruntergeladen.

## Musikvideo
Das von Sébastian Paquet und Joshua Allen gedrehte Musikvideo zum Lied zeigt Korn, wie sie ihren Song spielen; teils ist die Band hinter der Bühne zu sehen, mal aus der Sicht der Fans. Das Video wurde erstmals am 27. September 2011 veröffentlicht.